# Kleszczyki Hartmanna

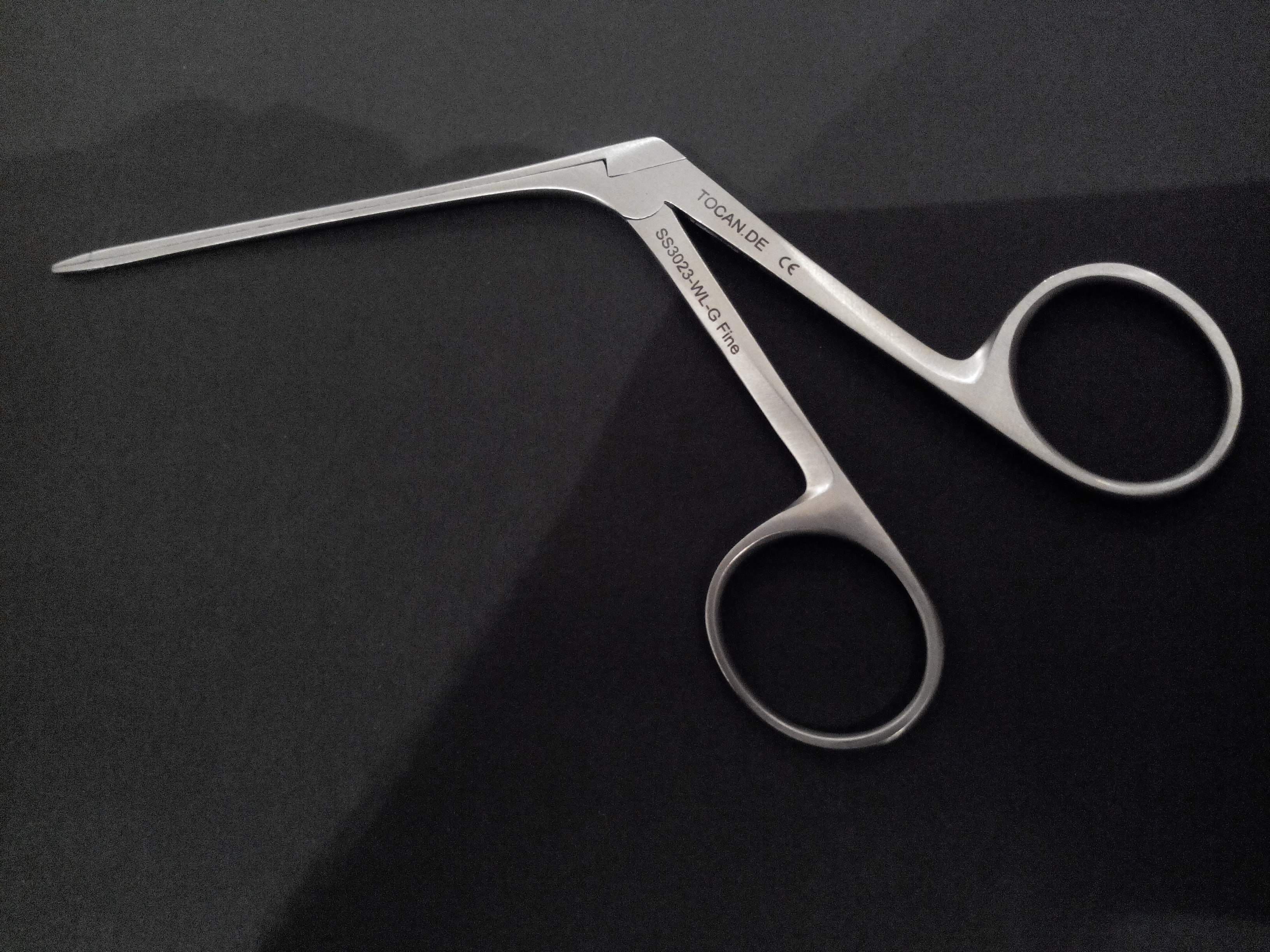
Kleszczyki Hartmanna (Hartmann alligator forceps), 8 cm

Kleszczyki Hartmanna (ang. Hartmann foreign body forceps) – narzędzie chirurgiczne, nazwane dla upamiętnienia niemieckiego lekarza Artura Hartmanna służące do usuwania ciał obcych. Używane w chirurgii i laryngologii i weterynarii. Wykonane są ze stali nierdzewnej.
Produkowana są także kleszczyki Hartmanna do wykonywania biopsji, czyli do pobierania wycinków tkanek.
Używane są też przez modelarzy do umieszczania części w trudno dostępnych miejscach budowanego obiektu.

## Długość trzonu
Długość trzonu waha się do jednego metra, przeważnie od 8 do 12 cm. Tylko górny zawias jest ruchomy i otwiera się jak szczęka aligatora. Z tego w USA obowiązuje termin medyczny „Aligator Mouth” lub „Hartmann Alligator Pins”. Popularną nazwą jest również „Crocodile pinceps”. Standardowa długość części ruchomej od zawiasu to 1,5 cm lub 1 cm. W ten sposób zacisk jest używany tam, gdzie zwykłe pęsety lub drobne narzędzia nie mogą, lub mają trudności w uchwyceniu małych przedmiotów. Dzięki tej konstrukcji można chwytać przedmioty w przewodach rurowych o małej średnicy i je usuwać, lub precyzyjnie umiejscawiać.